# 再会の奈良
『再会の奈良』（さいかいのなら、中国語: 又见奈良；英語: Tracing Her Shadow or Seeing Nara Again）は、2021年の日本と中国の合作映画である。日本では2022年2月4日に公開された。監督・脚本はポンフェイが務め、エグゼクティブプロデューサーは河瀨直美、ジャ・ジャンクー。

## あらすじ
舞台は2005年の奈良・御所。日本に帰国したまま行方を消した残留孤児の麗華の行方を心配した中国人の養母である陳は1人で来日する。孫娘のような存在のシャオザーと麗華を捜す途中、偶然出会った元警察官の一雄も手伝うことに。そこから3人のおかしくも心温まる旅が始まる。

## キャスト

### 主演
- 吉澤一雄：國村隼
- 陳慧明：ウー・イエンシュー（中国語版）
- シャオザー／清水初美：イン・ズー

### その他
- 寺の管理員（剛）：永瀬正敏
- 福田健二：秋山真太郎
- 藤原雄介：張巍
- 鈴木慶一
- 五頭岳夫
- 田中龍
- 張紅梅/吉永美和
- 停車場の管理員：張文喜/上村文喜
- 梅本弘美
- 肉食店の售貨員：鵬飛
- 西川紫晴
- 旭屋光太郎
- 小崛正博
- 寺田慎司
- 謀田真久
- 佐渡山順久
- 鍛冶幸宏

## 挿入歌
| 曲名               | 作詞          | 作曲     | 歌           |
| ------------------ | ------------- | -------- | ------------ |
| 『再見、我的愛人』 | なかにし礼    | 平尾昌晃 | テレサ・テン |
| 『可惜』           | 韓冰/金子幸加 | 郭亮     | 張巍         |

## 受賞
| 年   | 賞                       | 分類                       | 提名者         | 結果       | 注    |
| ---- | ------------------------ | -------------------------- | -------------- | ---------- | ----- |
| 2020 | 第23回上海国際映画祭     | 金爵賞                     | 『再会の奈良』 | ノミネート | [ 5 ] |
| 2021 | 第29届上海映画評論学会賞 | 年度華語影片十佳           | 『再会の奈良』 | 受賞       |       |
| 2021 | 第28回北京大学生映画祭   | 「光影青春」優秀国産影片   | 『再会の奈良』 | ノミネート |       |
| 2021 | 第34回中国映画金鶏奨     | 最優秀中低価格ドラマ映画賞 | 『再会の奈良』 | ノミネート | [ 6 ] |
| 2021 | 第27回ミンスク国際映画祭 | 最優秀主演女優賞           | 呉彦姝         | 受賞       | [ 7 ] |